# Mottram St. Andrew
Mottram St. Andrew är en civil parish i Storbritannien.   Den ligger i kommunen Cheshire East i riksdelen England, i den centrala delen av landet, 240 km nordväst om huvudstaden London.